# Michał Tomaszewski (lekarz)
Michał Dominik Tomaszewski – polski kardiolog, farmakolog, internista; doktor habilitowany nauk medycznych; patofizjolog; ekspert w dziedzinie zaburzeń rytmu serca, chorób wieku podeszłego, miażdżycy oraz hipercholesterolemii; adiunkt Katedry i Kliniki Kardiologii Wydziału Lekarskiego Uniwersytetu Medycznego w Lublinie.

## Życiorys
Stopień doktora uzyskał 25 września 2008 za dysertację Wpływ lowastatyny i simwastatyny na działanie przeciwdrgawkowe klasycznych leków przeciwpadaczkowych w teście maksymalnego elektrowstrząsu u myszy, przygotowaną pod kierunkiem Stanisława Jerzego Czuczwara.
Habilitował się 27 lutego 2020.